# Podgórzyn (Nidzica)
Podgórzyn (deutsch Albrechtau) ist eine verwaiste Ortsstelle in der polnischen Woiwodschaft Ermland-Masuren. Sie liegt im Gebiet der Gmina Nidzica (Stadt- und Landgemeinde Neidenburg) im Powiat Nidzicki (Kreis Neidenburg).

## Geographische Lage
Die Ortsstelle von Podgórzyn  liegt an der früheren Landesstraße 7, etwa drei Kilometer südlich der Kreisstadt Nidzica (deutsch Neidenburg) unmittelbar an der jetzigen Anschlussstelle Nidzica-Południe (Neidenburg Süd) der Schnellstraße 7 (Europastraße 77).

## Geschichte
Das einstige Albrechtau bestand in seinem Ursprung lediglich aus einem großen Hof und hieß bis zum 11. Juli 1877 „Abbau Schumacher“, nach 1898 auch Albrechtsau. Bis 1945 war der kleine Ort ein Wohnplatz innerhalb der Stadtgemeinde Neidenburg (Nidzica) im ostpreußischen Kreis Neidenburg.
Als 1945 in Kriegsfolge das gesamte südliche Ostpreußen an Polen überstellt wurde, erhielt Albrechtau die polnische Namensform „Podgórzyn“. Anfangs wurde der kleine Ort noch besiedelt, wurde dann jedoch aufgegeben und gilt heute als wüst.

## Kirche
Kirchlich war Albrechtau mit der Stadt Neidenburg verbunden und gehörte sowohl zur evangelischen Pfarrkirche Neidenburg in der Kirchenprovinz Ostpreußen der Kirche der Altpreußischen Union als auch zur römisch-katholischen Pfarrkirche Neidenburg im seinerzeitigen Bistum Ermland.